# Louis von Moos
Louis von Moos fue un deportista suizo que compitió en remo. Ganó dos medallas en el Campeonato Europeo de Remo de 1904, oro en scull individual y bronce en doble scull.

## Palmarés internacional
| Campeonato Europeo | Campeonato Europeo | Campeonato Europeo | Campeonato Europeo |
| Año                | Lugar              | Medalla            | Prueba             |
| ------------------ | ------------------ | ------------------ | ------------------ |
| 1904               | París (Francia)    | Medalla de oro     | Scull individual   |
| 1904               | París (Francia)    | Medalla de bronce  | Doble scull        |